# Національний парк Ассаньї
Національний парк Ассаньї або Національний парк Азаньї — національний парк на півдні Кот-д'Івуару. Розташований на узбережжі Гвінейської затоки приблизно за 75 км на захід від Абіджану, між гирлом річки Бандама та лагуною Ебріє, і займає площу близько 170 км².
Клімат тут вологий цілий рік, середня кількість опадів становить 2 300 мм опадів. Близько двох третин парку складається з боліт, де переважають мангровий ліс, також є вологий ліс і прибережна савана. Парк має потенціал для туризму.

## Флора

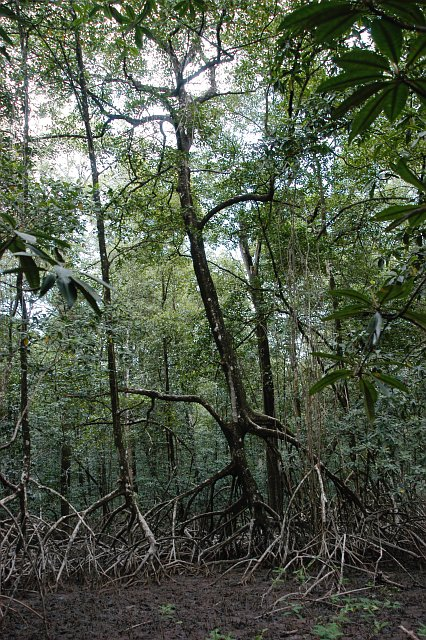
Rhizophora racemosa

У первинному лісі домінують Nauclea diderrichii, Berlinia occidentalis, Strombosia pustulata, Scottellia klaineana, Lovoa trichilioides, Gilbertiodendron preussii, Discoglypremna caloneura, Parinari excelsa, Guarea cedrata, Nesogordonia papaverifera, Erythrophleum ivorense, Tieghemella heckelii, Klainedoxa gabonensis, Lannea welwitschii та Heritiera utilis. Основними деревами, є Rhizophora racemosa і Avicennia germinans, а також багато пальм, включаючи Phoenix reclinata, Borassus aethiopum і Raphia , а також різноманітна болотяна рослинність, наприклад Echinochloa pyramidalis. Ділянки саван в основному вкриті травою Imperata cylindrica.

## Тваринний світ
У лісах є слони, шимпанзе та ще кілька видів мавп, а також кущові свині, африканські лісові буйволи та дуїкери. Тут зустрічаються всі три види західноафриканських крокодилів, Crocodylus niloticus, Crocodylus palustris і Crocodylus cataphractus, в невеликій кількості присутній африканський ламантин, який зустрічається в лагуні Ебрі. Спроба збільшити чисельність чорноспинних дуїкерів у парку була невдалою через хижацтво пітонів.
Парк є важливим місцем існування для водно-болотних птахів і визнаний Рамсарським угіддям у 2005 році. Серед відомих видів птахів — єгипетська чапля, мала біла чапля, сіра чапля, нічна чапля та сокіл-сапсан. BirdLife International визнає парк територією, важливою для птахів.